# Cité des Fleurs

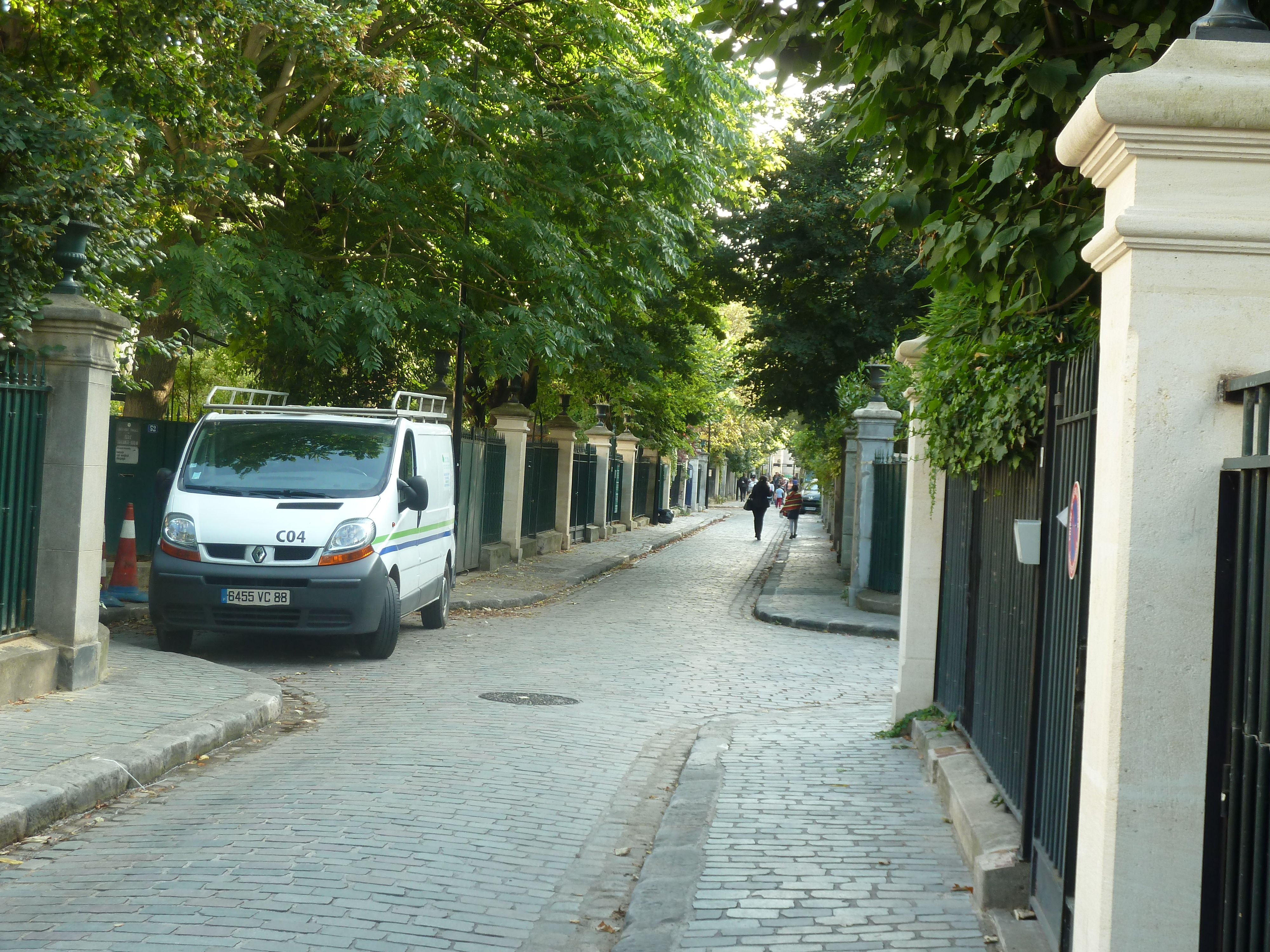
Cité des Fleurs – Straßenansicht

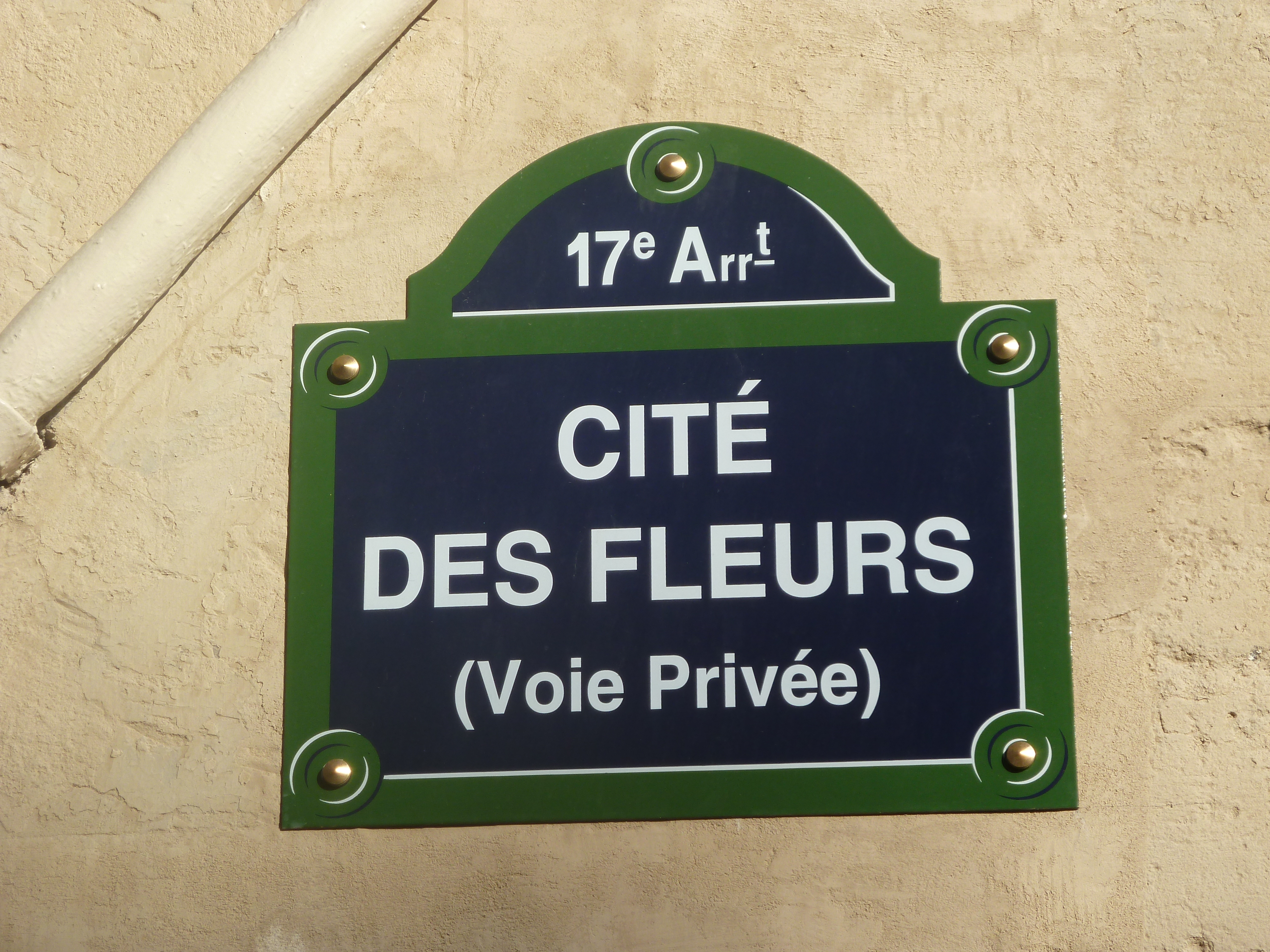
Cité des Fleurs – Straßenschild

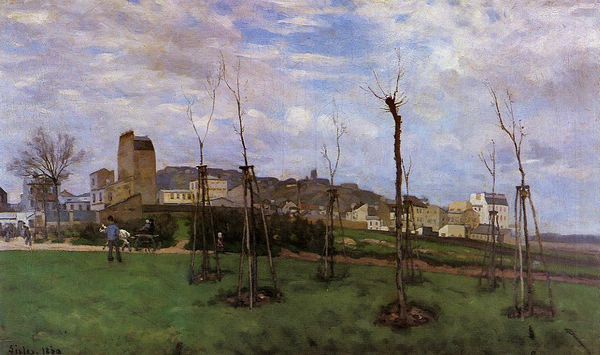
Alfred Sisley – Blick auf Montmartre von der Cité des Fleurs (1869)

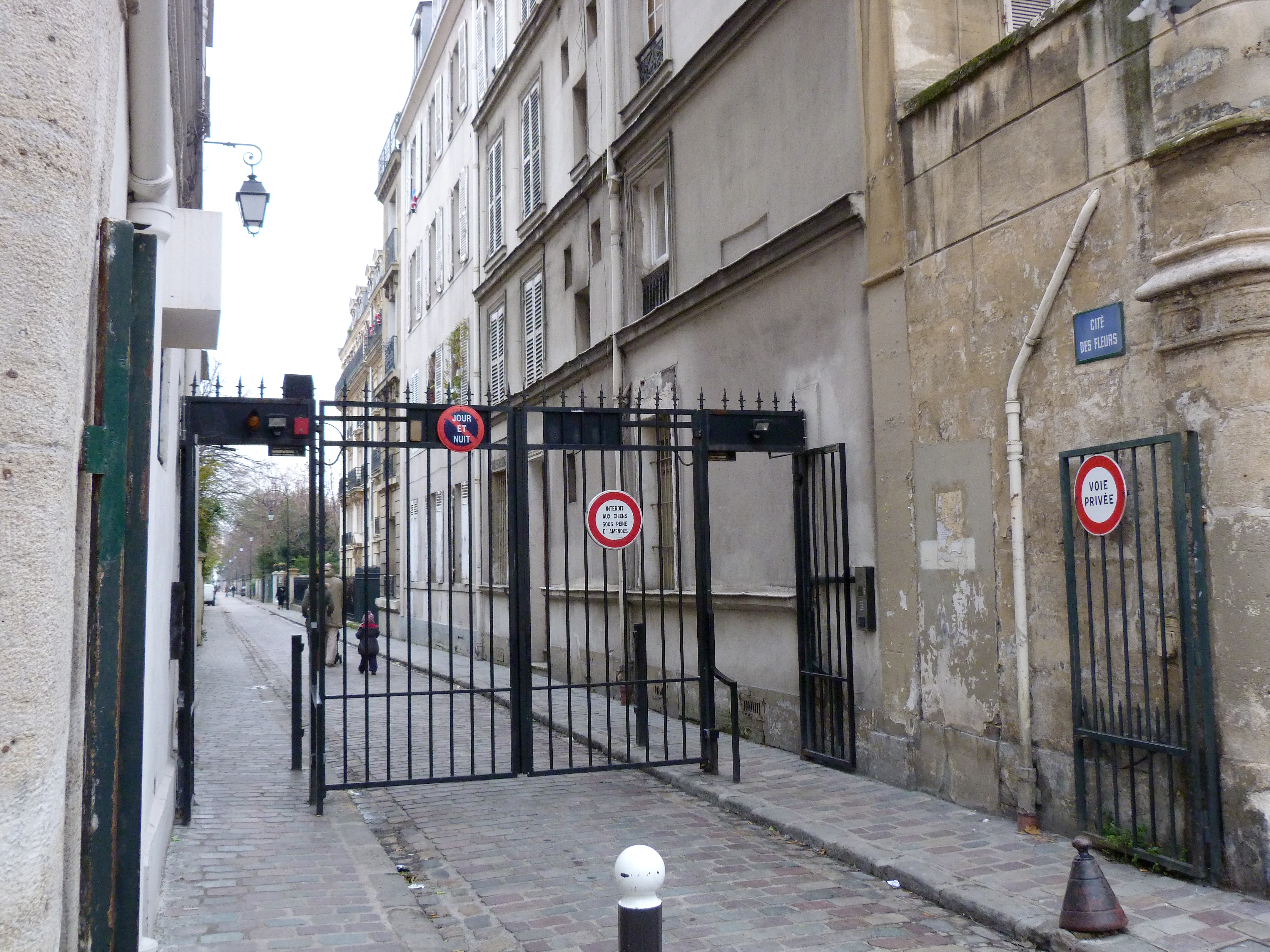
Ein gesperrter Eingang

Die Cité des Fleurs (deutsch „Stadt der Blumen“) ist eine 320 m lange, baumbestandene Privatstraße (französisch voie privée) mit Villen im 17. Arrondissement von Paris.

## Geschichte
1846 gründete Ernest Goüin die Eisenbahn- und Maschinenfabrik „Ernest Goüin et Cie“ im nahegelegenen Dorf Batignolles, das heute eines der vier Quartiers des 17. Arrondissements der Stadt Paris bildet. Für die fast 2.000 Fabrikbeschäftigten wurde entsprechender Wohnraum benötigt. Im Jahre 1847 legten deshalb die Grundstückseigentümer Jean-Edmé Lhenry und Adolphe Baqueville de la Vasserie im Quartier des Èpinettes ihre Parzellen zu einer zwei Hektar großen Parzelle „Villa des Fleurs“ zusammen. Sie teilten das Areal in gleich große Reihenhaus-Parzellen auf und verkauften 1850 diese mit detaillierten, teilweise ungewöhnlichen Baubeschränkungen. Diese betrafen die Höhe der Wohnhäuser in zweistöckiger Bebauung, die Ausrichtung der Fassaden bis hin zur Vorschrift von mindestens drei Bäumen pro Vorgarten. Im September 1850 wurde die Straße in Cité des Fleurs umbenannt. 1857 entstand die erste Anwohnergemeinschaft, am 31. Oktober 1864 wurde eine eigene Polizeiverordnung erlassen und der öffentliche Verkehr toleriert, erst 1866 waren alle Parzellen verkauft. Die erste Wasserversorgung entstand 1865, der Anschluss an die Stadtkanalisation erfolgte 1898. Aufgrund eines Gesetzes aus 1901 regelte erstmals ein Statut am 12. Juni 1907 die Eigentümerinteressen, indem die erste organisierte Vereinigung der Hausbesitzer ins Leben gerufen wurde. 1909 begannen die Arbeiten an der Kirche Saint Joseph des Èpinettes in der Parallelstraße Rue Pouchet (Nr. 59). Im Jahre 1869 malte der in Paris geborene Alfred Sisley das Ölbild „View of Montmartre from the Cité des Fleurs“.
Am 22. Oktober 1943 wurde hier die Filmschauspielerin Catherine Deneuve geboren, ihre ältere Schwester, die Schauspielerin Françoise Dorléac, kam hier am 21. März 1942 zur Welt. Am 18. Mai 1944 wurde an Haus 25 eine Widerstandskämpferin der Résistance von der Gestapo exekutiert und sechs Bewohner deportiert. In jenem Haus befand sich eine Fälscherwerkstatt für Dokumente.
Heute gehören 32 Häuser und 20 Eigentumswohnungen insgesamt 62 Eigentümern. Sie sind zusammengeschlossen in der Association Syndicale Libre Cité Fleurs, die sich am 1. Januar 2011 neue Statuten gegeben hat.

## Privatstraßen in Frankreich
Eine Privatstraße ist eine Straße, die nicht zum öffentlichen Bereich im Sinne von Artikel L111-1 der französischen Straßenverkehrsordnung gehört. Sie kann für die Öffentlichkeit zugänglich sein, muss es aber nicht.

## Verkehrsanbindung und Lage
Die Cité des Fleurs liegt im Quartier des Épinettes („Viertel der Fichten“). Der Zugang zu der Straße erfolgt von der Avenue de Clichy oder Rue de la Jonquière. Im offiziellen Stadtplan ist die Straße nicht benannt. Vom öffentlichen Verkehr ist sie durch zwei Eisentore an ihren Enden abgesperrt. Dadurch ist sie eine ruhige Straße inmitten der hektischen Stadt, denn nur Versorgungsverkehr ist zulässig. Die Cité des Fleurs liegt zwischen der Rue Navier im Norden, Avenue de Clichy im Westen und der Avenue de Saint-Ouen im Osten. Im die Straße umgebenden Quartier Épinettes wohnen 15.415 Einwohner auf 492.000 m². Die Wohnqualität in der Straße gehört zu den höchsten von Paris, und auch die Kaufpreise sind gehoben; für eine 229 m² große Villa sind rund 1,5 Millionen Euro Verkehrswert anzusetzen.